# مرگ ناگهانی (فیلم ۱۹۹۵)
مرگ ناگهانی (به انگلیسی: Sudden Death) یک فیلم اکشن و دلهره‌آور آمریکایی محصول سال ۱۹۹۵ به کارگردانی پیتر هیامز با بازی ژان کلود ون دام، پاورز بوث و دوریان هاروود است. این فیلم در ۲۲ دسامبر ۱۹۹۵ در ایالات متحده اکران شد. این فیلم یک مأمور آتش‌نشانی تنها را در مقابل اخاذانی قرار می‌دهد که در طول بازی هفتم فینال جام استنلی، بازیکنان و هواداران بی‌خبر لیگ ملی هاکی را به گروگان می‌گیرند و برای باج‌گیری، زمان پرداخت را متناسب با پیشرفت بازی تعیین می‌کنند. این دومین همکاری هیامز با ون دام در مقام کارگردان، پس از فیلم پلیس زمان (Timecop) (۱۹۹۴) و قبل از فیلم دشمنان نزدیک (Enemies Closer) (۲۰۱۳) بود.
مرگ ناگهانی در ۲۲ دسامبر ۱۹۹۵ توسط یونیورسال پیکچرز در ایالات متحده منتشر شد و با نقدهای متفاوتی روبرو شد، هرچند که از اکثر فیلم‌های قبلی ون دام بهتر بود. این فیلم با فروش ۶۴ میلیون دلار در گیشه - با بودجه اعلام شده ۳۵ میلیون دلاری - موفقیت جزئی داشت. این فیلم به یک محصول محبوب برای تلویزیون کابلی و اجاره و فروش ویدئو تبدیل شد. با این حال، به ویژه در داخل کشور، از عملکرد پلیس زمان عقب ماند.
مرگ ناگهانی اولین فیلم از مجموعه غیررسمی فیلم‌های سینمایی و تلویزیونی با موضوع هاکی بود. و ژان کلود ون دام برای بازی در این فیلم ۵ میلیون دلار دستمزد دریافت کرد.

## داستان
گروهی تروریست به رهبری «جاشوآ فاس» (بوت) در یک مسابقه هاکی روی یخ معاون رئیس‌جمهور آمریکا (بری) را به گروگان م گیرند. اما مأمور بررسی دلایل بروز آتش‌سوزی‌ها در پیتسبرگ، «داران مکورد» (وان دام) نیز در استادیوم محله مسابقه حضور دارد و به مقابله با تروریست‌ها م پردازد.

## بازیگران
- ژان کلود ون دم … دارن فرانسیس توماس مک کورد، یک آتش‌نشان
- پاورز بوث … جاشوا فاس، مأمور سرویس مخفی و مغز متفکر تروریست‌ها
- ریموند جی. بری … معاون رئیس‌جمهور ایالات متحده دانیل بایندر
- ویتنی رایت … امیلی مک کورد، دختر دارن
- راس مالینگر … تایلر مک کورد، پسر دارن
- دوریان هاروود … متیو هالمارک، یک مأمور سرویس مخفی مسئول جزئیات حفاظت از معاون رئیس‌جمهور. بعدها مشخص شد که فرد دوم فاس است
- کیت مک‌نیل … کتی مک کورد، همسر سابق دارن
- مایکل گاستون … هیکی، هکر کامپیوتر فاس
- برایان دلات … توماس بلر، مأمور سرویس مخفی
- فایت مینتون … کارلا، تنها سرسپردگی فاس که در لباس طلسم پنگوئن‌های پیتسبورگ ظاهر شده است.

## تولید
- فیلم مرگ ناگهانی در پیتسبرگ، پنسیلوانیا، جایی که داستان آن اتفاق می‌افتد، و میدل تاون، نیویورک در ۹۸ روز بین ۲۹ اوت تا ۷ دسامبر ۱۹۹۴ فیلم‌برداری شد. بخش‌هایی از آن در بیمارستان کهنه سربازان در آن زمان باز نشده و اکنون بسته شده در آسپین‌وال، پنسیلوانیا فیلم‌برداری شد.
- آرنولد شوارتزنگر، سیلوستر استالونه و بروس ویلیس برای نقش دارن مک‌کورد در نظر گرفته شده بودند، اما هر سه نفر قبل از اینکه ژان کلود ون دام این نقش را به دست آورد، آن را رد کردند. شوارتزنگر این نقش را رد کرد زیرا پیش از آن در فیلم‌های «دروغ‌های حقیقی» (۱۹۹۴) و «جونیور» پشت سر هم بازی کرده بود. استالونه این نقش را رد کرد زیرا از کیفیت فیلمنامه خوشش نمی‌آمد. ویلیس این نقش را رد کرد زیرا در حال کار بر روی فیلم «جان‌سخت ۳» (۱۹۹۵) بود.[۸]

## فروش فیلم
مرگ ناگهانی در ایالات متحده در آخر هفته ۲۲ دسامبر ۱۹۹۵ اکران شد و در جایگاه هشتم قرار گرفت و در ۱۶۸۱ سالن سینما ۴٫۷۸۲٫۴۴۵ دلار به دست آورد، با میانگین ضعیف ۲٫۸۴۵ دلار در هر صفحه نمایش، و ۲۰٫۳۵۰٫۱۷۱ دلار نهایی. در سطح بین‌المللی، با درآمد جهانی به ۶۴ میلیون دلار، وضعیت بهتری داشت. در کشورهای دیگر با فروش ویدیو نزدیک به ۵۰ میلیون سود داشت.

## بازخوردها
- در راتن تومیتوز، این فیلم بر اساس رای ۳۶ منتقد، دارای میانگین امتیاز ۵٫۱ از ۱۰ می‌باشد. اجماع این وب سایت می‌گوید: «مرگ ناگهانی ممکن است یک فیلم درجه یکی نباشد، اما صحنه‌های هیجان انگیز و کارهای قوی از ژان کلود ون دام به این اکشن دلهره‌آور کمک می‌کند تا بخشی از بدهی خود را بپردازد.»[۹]
- مخاطبانی که توسط سینماسکور مورد نظرسنجی قرار گرفتند، به این فیلم امتیاز متوسط "B+" در مقیاس A+ تا F دادند.
- «مرگ ناگهانی» در ۲۲ دسامبر ۱۹۹۵ در ایالات متحده اکران شد و اکران نسبتاً کم آن در ۱۶۸۱ سالن سینما، نشان‌دهندهٔ شلوغی بازار کریسمس بود. این فیلم آخر هفته را در جایگاه هشتم به پایان رساند و با میانگین ضعیف ۲۸۴۵ دلار در هر سینما، ۴٬۷۸۲٬۴۴۵ دلار فروش داشت. جمع فروش داخلی نهایی آن ۲۰٬۳۵۰٬۱۷۱ دلار بود. در سطح بین‌المللی، این فیلم عملکرد بهتری داشت و فروش جهانی خود را به ۶۴٫۴ میلیون دلار رساند (معادل ۱۲۶ میلیون دلار در سال ۲۰۲۳ با احتساب تورم).

## بازسازی‌ها
- در ۲۰ اوت ۲۰۱۹، گزارش شد که نسخه بازسازی شده‌ای با عنوان به مرگ ناگهانی خوش آمدید (با بازی مایکل جای وایت) از یونیورسال ۱۴۴۰ و نتفلیکس در حال تولید است که در ابتدا برای تاریخ انتشار ژوئن ۲۰۲۰ تعیین شده بود. در ۲۹ سپتامبر ۲۰۲۰ منتشر شد و اکثراً نظرات منفی را دریافت کرد.[۱۰][۱۱][۱۲]
- فیلم بریتانیایی «امتیاز نهایی» محصول ۲۰۱۸، به‌طور گسترده تحت تأثیر فیلم «مرگ ناگهانی» قرار گرفته است.[۱۳][۱۴][۱۵] در این فیلم، قهرمان داستان با بازی دیو باتیستا در یک بازی فوتبال نزدیک و نفس‌گیر با تروریست‌ها مبارزه می‌کند. او باید قبل از اتمام ۹۰ دقیقه بازی، آنها را خنثی کند، در غیر این صورت تماشاگران بی‌گناه و دخترخوانده احتمالی‌اش خواهند مرد. این فیلم در ۷ سپتامبر ۲۰۱۸ اکران شد و با استقبال عمدتاً مثبتی روبرو شد.[۱۶]